# Суперкубок Ємену з футболу 2014
Суперкубок Ємену з футболу 2014  — 8-й розіграш турніру. Матч відбувся 13 серпня 2014 року між чемпіоном Ємену і володарем кубка Президента Ємену клубом Ас-Сакр та віце-чемпіоном Ємену клубом Аль-Аглі (Сана).
| Володар Суперкубка Ємену 2014   |
| ------------------------------- |
|                                 |
| Аль-Аглі (Сана) Четвертий титул |

## Матч

### Деталі
| 13 серпня 2014 16:00 (EEST) |

| Ас-Сакр    | 1:2      | Аль-Аглі (Сана)     |
| ---------- | -------- | ------------------- |
| Файсал 68' | Протокол | Аль-Омаїсі 45', 63' |

| Аль-Тавра Спортс Сіті Стедіум, Сана |